# Naturdenkmal Höhlenpark

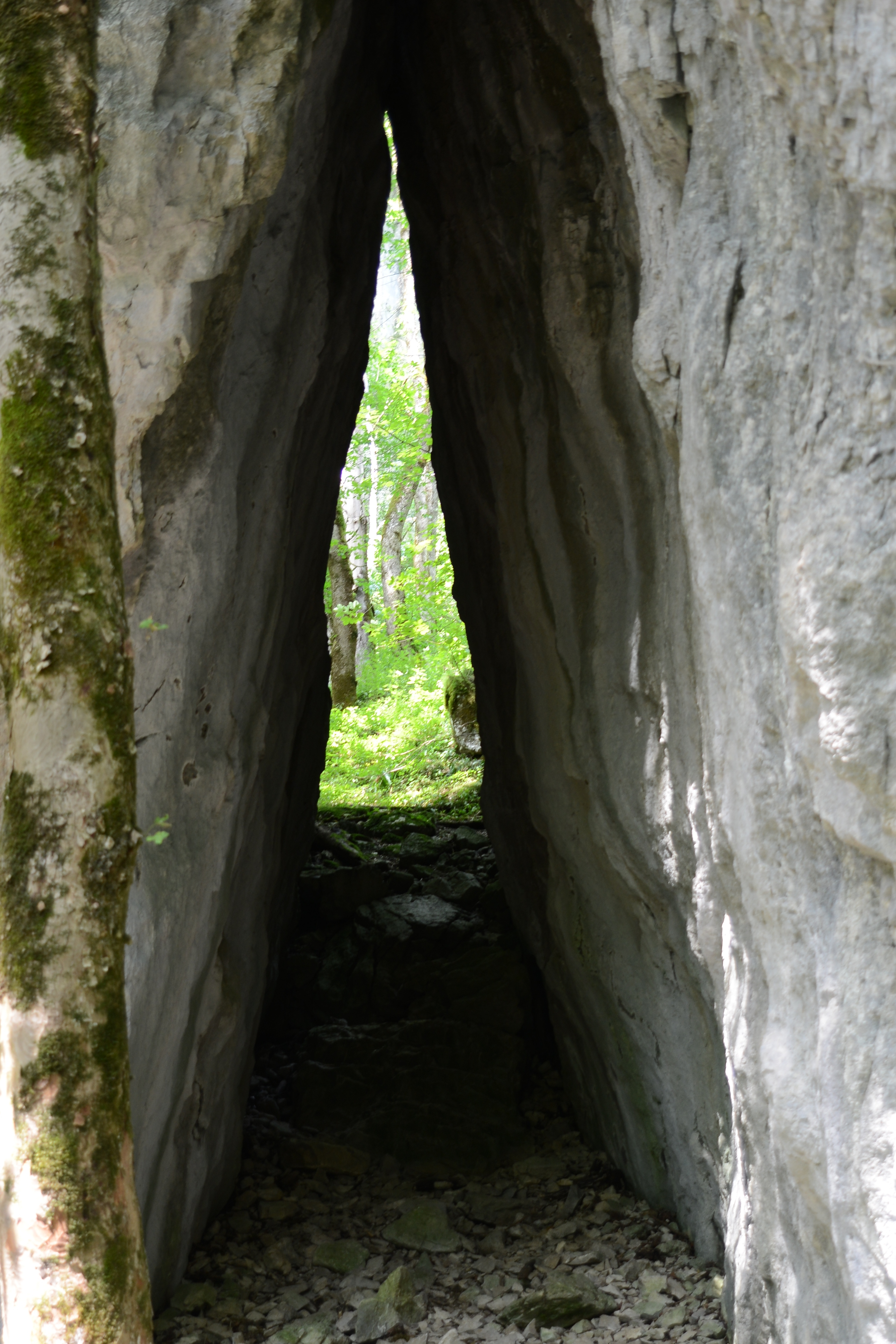

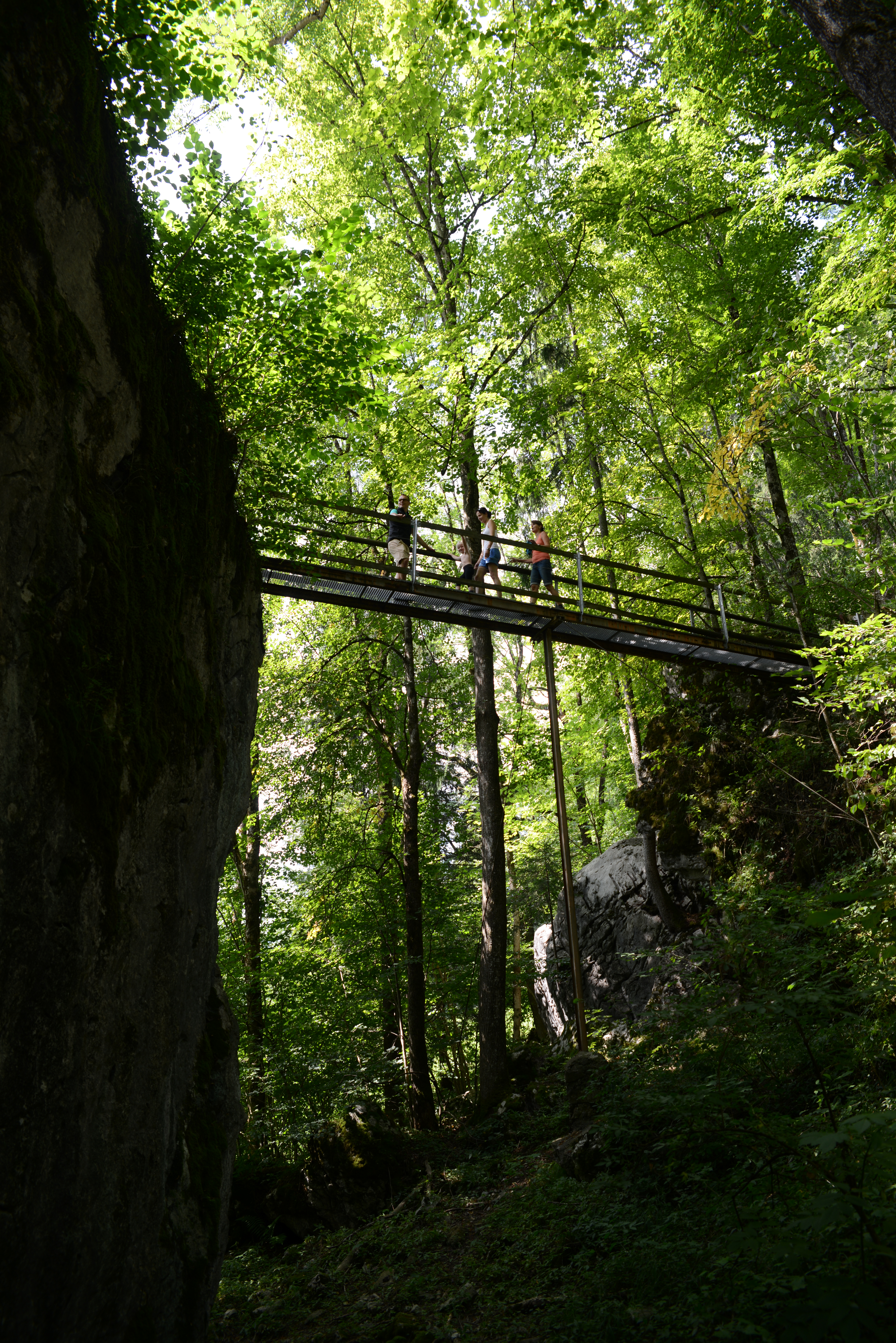

Das Naturdenkmal Höhlenpark (auch Höllenpark genannt) befindet sich in der Parzelle Höhlenpark in der Gemeinde Bezau im Bregenzerwald, Vorarlberg, Österreich. Es handelt sich bei diesem Naturdenkmal um eine große Anzahl herabgestürzter, teilweise haushoher Felsblöcke, wodurch unter anderem dadurch höhlenartige Gänge geschaffen wurden.

## Lage
Die Parzelle Höhlenpark und dieses Naturdenkmal Höhlenpark (Höllenpark) befinden sich am westlichen Ende der Gemeinde Bezau im Ortsteil Kriechere auf etwa 735 m ü. A. Zum Ortsteil Unterhalde sind es rund 300 Meter Luftlinie, zum Ortszentrum von Bezau etwa 600 Meter.

## Entstehung
Dieses seit 1955 geschützte Naturdenkmal entstand durch das Abgleiten von talabwärts hängenden Kalksteinschichten, die auf einer tonigen Mergelschicht lagerten. Durch den Zusatz von Wasser wurde die Mergelschicht schmierig und die Kalksteinschichten glitten darauf zu Tal, zerbrachen in große Blöcke und bleiben unten am Felsabhang liegen. Dieser Vorgang fand im Bregenzerwald häufig statt und hat unter anderem das Tal geologisch und topographisch maßgeblich geprägt (siehe auch das Bergsturzgelände Rappenfluh in Hittisau für die Molassezone). Das Naturdenkmal ist Rückzugsgebiet für nachtaktive Tiere sowie Überwinterungsplatz für Fledermäuse und Falter. Diese ziehen sich in die hier geschaffenen überdeckten Höhlen zurück, die eine Tiefe zwischen fünf und über 24 Meter haben.
Auf einem der solitären Felsbrocken, dem Klausostua, befindet sich, durch einen schmalen Steg erschlossen, ein kleiner Pavillon mit Aussicht auf den Ort. Im Höhlenpark wurde ein Naturlehrwanderweg angelegt, der mit 45 Tafeln über die Pflanzenwelt am Wegesrand informiert.